# Rugby a 15 nel 1963

## Attività internazionale

### Altri test match ufficiali
Spicca il pareggio della Romania a Tolosa con la Francia.
| Arbitro: | Gwynne Walters |

| |            | |
| mete: Dupuy, Gachassin | Marcatori  | mete: Dragomirescu-Rahtopol Drop: Penciu |
| 15.Pierre Razat, 14.Jean Gachassin, 13.Guy Boniface, 12.Andre Boniface, 11.Jean-Vincent Dupuy, 10.Claude Lacaze, 9.Claude Laborde, 8.Andre Herrero, 7.Michel Crauste (c), 6.Jean-Joseph Rupert, 5.Maurice Lira, 4.Jean le Droff, 3.Jean-Claude Berejnoi, 2.Jean-Michel Cabanier, 1.Lucien Abadie | Formazioni | 15.A. Penciu, 14.Paul Ciobanel, 13.Valeriu Irimescu, 12.Gheorghie Dragomirescu-Rahtopol, 11.M. Wusek, 10.Rene Chiriac, 9.Constantin Stanescu, 8.Radu Demian, 7.Mircea Iliescu, 6.Viorel Morariu (c), 5.Mircea Rusu, 4.Cristache Preda, 3.Alexandru Ionescu, 2.Paul Iordachescu, 1.A. Teofilovici |

| Bruxelles 6 aprile 1963 | Belgio | 11 – 3 | Paesi Bassi |  |

| Praga 17 gennaio 1963 | Cecoslovacchia | 3 – 6 | Germania Ovest |  |

| Rüsselsheim 13 ottobre 1963 | Germania Ovest | 12 – 13 | Paesi Bassi |  |

| Copenaghen 13 ottobre 1963 | Danimarca | 6 – 0 | Svezia |  |

| 1963 | Germania Est | 11 – 6 | Polonia |  |

### Test semiuffciali
| Francoforte sul Meno 14 aprile 1963 | Germania | 9 – 16 | Francia XV |  |

| Deva (Hunedoara) luglio 1963 | Romania XV | 3 – 0 | Cecoslovacchia |  |

### Altri match
| Laon 11 novembre 1963 | Fiandre | 15 – 0 | Belgio |  |

## La Nazionale italiana
Nel 1963 l'Italia, guidata da Aldo Invernici, sfiorò l'impresa di battere la Francia a Grenoble: in vantaggio 12-6, fu superata nel finale grazie a una meta trasformata e a una punizione, finendo sconfitta 12-14. La partita vide l'esordio di Marco Bollesan.
| Arbitro: | Kelleher |

| |            | |
| 12' m. Dupuy 20' m. Lira 75' m. Dupuy tr. Dedieu 79' m. Darrouy | Marcatori  | 9' m Levorato 45 c.p. Perrini 54' m. Augeri 56' cp Perrini |
| 15.Paul Dedieu, 14.Jean-Vincent Dupuy, 13.Guy Boniface, 12.Andre Boniface, 11.Christian Darrouy, 10.Pierre Albaladejo, 9.Jean-Claude Lasserre, 8.Jean Fabre, 7.Michel Crauste (c), 6.Maurice Lira, 5.Roger Fite, 4.Jean le Droff, 3.Jean-Pierre Saux, 2.Jean de Gregorio, 1.Amedee Domenech | Formazioni | 15.Franco Perrini, 14.Vittorio Ambron, 13.Giorgio Troncon, 12.Giancarlo Busson, 11.Gian Maria del Bono, 10.Erasmo Augeri, 9.Elio Fusco, 8.Marco Bollesan, 7.Franco Zani, 6.Giancarlo Degli Antoni, 5.Franco Piccinini, 4.Sergio Lanfranchi (c), 3.Alfio Angioli, 2.Lucio Avigo, 1.Umberto Levorato |

| L'Aquila 1º dicembre 1963 | Italia XV | 12 – 6 | Polonia | Stadio "T. Fattori" |

## I Barbarians
Nel 1963 la squadra ad inviti dei Barbarians ha disputato i seguenti incontri:
| 28 febbraio 1963 | East Midlands | 21 – 23 | Barbarians |  |

| Leicester 26 dicembre 1963 | Leicester Tigers | 6 – 13 | Barbarians | Welford Road |

## Campionati nazionali
| Sudafrica            | Currie Cup               | non assegnata          |
| Nuovo Galles del Sud | Shute Shield             | Northern Suburbs       |
| Argentina            | Camp. di Buenos Aires    | Belgrano Athletic Club |
|                      | Argentino                | Buenos Aires           |
| Francia              | Campionato 1962-1963     | Mont de Marsan         |
|                      | Challenge Yves du Manoir | Agen                   |
| Inghilterra          | Campionato delle Contee  | Warwickshire           |
| Italia               | Campionato               | Rugby Rovigo           |
| Romania              | Campionato               | Steaua Bucarest        |
| Spagna               | Copa del Rey             | Club Nataciò Barcelona |